# Pseudomuscari inconstrictum
Pseudomuscari inconstrictum är en sparrisväxtart som först beskrevs av Karl Heinz Rechinger, och fick sitt nu gällande namn av Fabio Garbari. Pseudomuscari inconstrictum ingår i släktet Pseudomuscari och familjen sparrisväxter. Inga underarter finns listade i Catalogue of Life.